# Le Mesnil-Villeman
Le Mesnil-Villeman – miejscowość i gmina we Francji, w regionie Normandia, w departamencie Manche.
Według danych na rok 1990 gminę zamieszkiwały 253 osoby, a gęstość zaludnienia wynosiła 23 osoby/km² (wśród 1815 gmin Dolnej Normandii Le Mesnil-Villeman plasuje się na 638. miejscu pod względem liczby ludności, natomiast pod względem powierzchni na miejscu 445.).